# (8097) Yamanishi
(8097) Yamanishi est un astéroïde de la ceinture principale.

## Description
(8097) Yamanishi est un astéroïde de la ceinture principale. Il fut découvert le 12 septembre 1993 à Kitami par Kin Endate et Kazuro Watanabe. Il présente une orbite caractérisée par un demi-grand axe de 2,43 UA, une excentricité de 0,17 et une inclinaison de 1,7° par rapport à l'écliptique.

## Compléments